# Impatiens principis
Impatiens principis är en balsaminväxtart som beskrevs av Joseph Dalton Hooker. Impatiens principis ingår i släktet balsaminer, och familjen balsaminväxter. Inga underarter finns listade i Catalogue of Life.